# فرودگاه گوالیور
فرودگاه گوالیور (به انگلیسی: Gwalior Airport) یک فرودگاه نظامی و همگانی با کد یاتا GWL است که یک باند فرود آسفالت دارد و طول باند آن ۲۷۴۳ متر است. این فرودگاه در شهر گوالیور کشور هند قرار دارد و در ارتفاع ۱۸۸ متری از سطح دریا واقع شده است.